# Тркач (филм из 1987)
Тркач (енгл. The Running Man) је амерички акционо- научнофантастични филм из 1987. године са Арнолд Шварценегером у главној улози. 
Филм је рађен делимично према истоименој књизи коју је 1982. године написао Стивен Кинг, под псеудонимом Ричард Бахман. Радња се одиграва у Сједињеним државама, које су представљене као дистопија, између 2017. и 2019. године.
Првобитни режисер Ендру Дејвис је отпуштен након једне недеље снимања и замењен је са Глејзером. Шварценегер је изјавио да је ово била лоша одлука „јер је Глејзер филм снимао као телевизијски шоу” због чега је изгубио на дубини.

## Радња
У 2017. години, након економског колапса у свету, САД постаје тоталитарна полицијска држава у којој су ограничена људска права. Две године касније, 2019. године, амерички полицајац Бен Ричардс (Арнолд Шварценегер) је одбио да пуца на становништво које се побунило због глади. Пошто је сво то становништво побијено, масакр подмећу Ричардсу и хапсе га. Ричардс успева да побегне из затвора и одлази у кућу његовог брата. Тамо упознаје жену по имену Амбер Мендез (Марија Кончита Алонсо). Са њом покушава да побегне, али га она издаје и Ричардс је поново ухапшен. Тамо је приморан да учествује у емисији под називом „Тркач” коју води немилосрдни Дејмон Килијан (Ричард Досон). У тој емисији је приказан намештен снимак о томе како је Ричардс убијао становништво, али он је заправо невин. Ловци који су га ловили су надмудрени и побијени . Након што их је све победио сви су почели на њега да се кладе, све док Килијанови људи поново не подесе лажан снимак борбе где Капетан Слобода (Џеси Вентура) убија Ричардса и сви су видели да је Ричардс мртав, али није. Ричардса и Амбер (која је такође учествовала у Тркачу) заробљавају побуњеници на челу са Миком (Мик Флитвуд). Ричардс са побуњеницима заробљава Килијана и на крају га Ричардс убије.

## Улоге
| Глумац                | Улога                         |
| --------------------- | ----------------------------- |
| Арнолд Шварценегер    | Бен Ричардс                   |
| Марија Кончита Алонзо | Амбер Мендез                  |
| Јафет Кото            | Вилијам Лофлин                |
| Ричард Досон          | Дејмон Килијан                |
| Марвин Џ. Мекинтајер  | Харолд Вајс                   |
| Мик Флитвуд           | Мик                           |
| Професор Тору Танака  | Професор Сабзироу             |
| Гас Ретвиш            | Еди "Базсо" Битовски, тестера |
| Џеси Вентура          | капетан Слобода               |
| Џим Браун             | Ватрени                       |
| Ерланд Ван Лидт       | Динамо                        |
| Двизил Запа           | Стиви                         |
| Курт Фулер            | Тони                          |
| Роџер Бампес          | Фил Хилтон                    |
| Едвард Бункер         | Лени                          |
| Свен-Оле Торсен       | Свен                          |
| Керен Ли Хопкинс      | Бренда                        |
| Лин Шеј               | службеник пропаганде          |